# Фусума

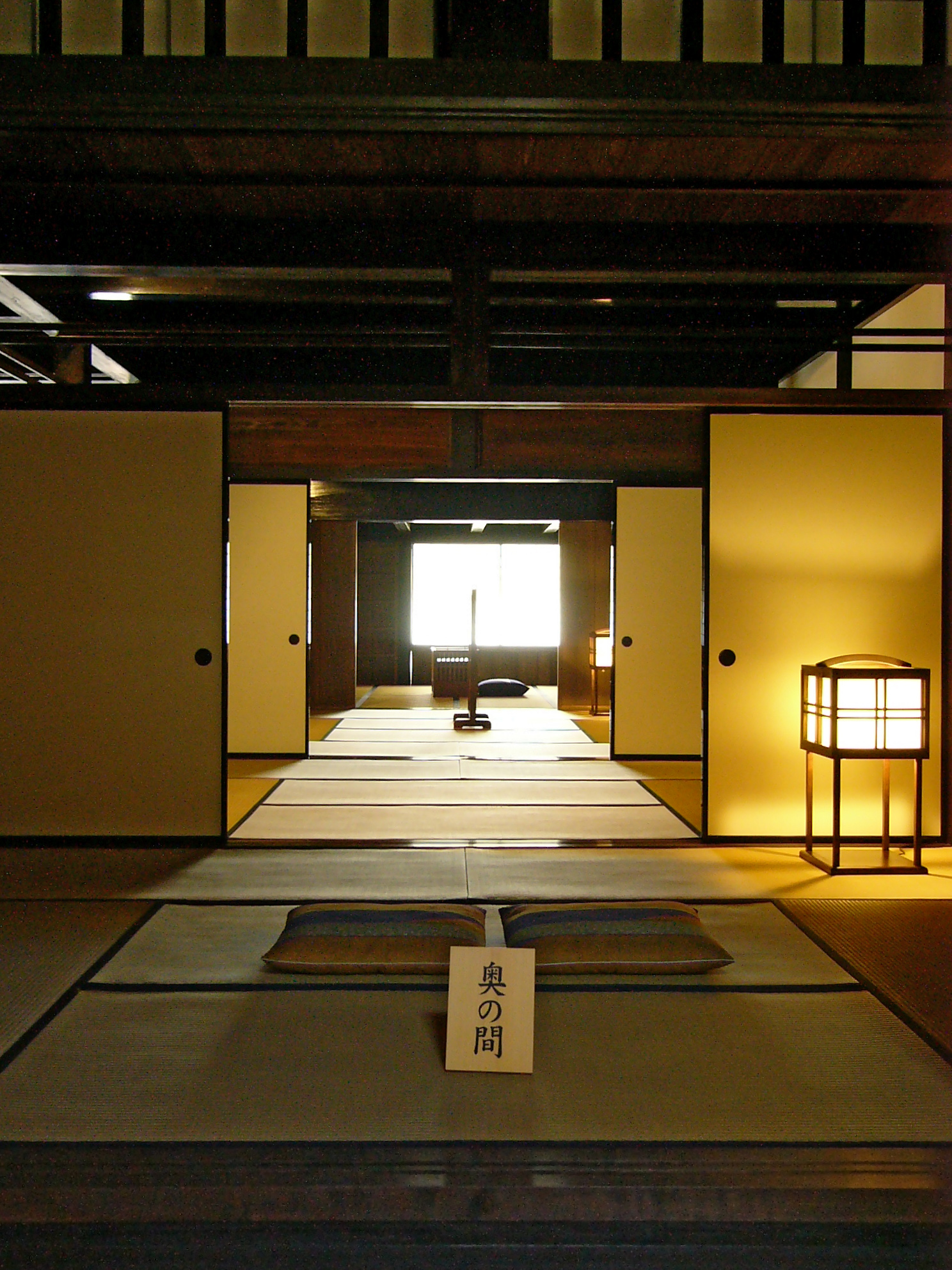
Традиційне японське фусума

Фусума (яп. 襖, ふすま) — ковзаючі двері у вигляді обклеєної з двох сторін папером дерев'яної рами, використовується для розділення великої васіцу (японської кімнати) на відділи. Папір, який використовується для фусума, досить тонкий і пропускає світло, часто на нього наносять малюнки. Розміри фусума приблизно збігаються з розміром татамі.

## Історія
В епоху Хейан аристократи жили в будинках, які складалися з одного великого залу без внутрішніх стін (стиль сіндендзукурі). Для розділення великої кімнати використовувалися ширми «бьобу», які складалися з декількох стулок, одиночні ширми «цуйтате», бамбукові жалюзі «місо» або «сударе». Усі разом вони були згруповані під загальною назвою «седзі» або розділення. Але в епоху сучасної держави цей термін став використовуватися для опису розсувних дверей або вікон. Узагалі ширми в японській культурі використовуються у різних цілях, зокрема у чайні церемонії як фон для танцю, ритуальних церемоній.
Слово «фусума» буквально означає «спальня». Фусума — дерев'яні рами, що спочатку покривалися шовком, — виконували ту ж функцію, що і перераховані вище ширми. Пізніше, в період Камакура, використовували товстий папір, який імпортували з Китаю. Покриті шовком і розписані картинами в стилі ямато-е, що мали на меті змалювати красу природи, називали «Фусума седзі», паперові фусума — «каракамі седзі» (каракамі — «китайський папір»).
До кінця періоду Хейан почали робити прозорі перегородки, що дозволяли вільно проникати світлу, «Акарі седзі» («акарі» — світло), які з часом стали називатися просто «седзі». Вже в хейанський період спроектували пази, які проходили вздовж підлоги і стелі, що дозволяло фусума при необхідності виймати, а в період Камакура був доданий паралельний напрямний паз, і фусума стали функціонувати у вигляді розсувних дверей. І в сучасний час принцип залишився такий же.
У періоди Камакура і Муроматі в будинках визначних самураїв і в буддистських храмах на папір (каракамі) фусума наносили різні каліграфічні написи, що зумовлювалося впливом дзен-буддизму. У епохи Адзуті-Момояма і Едо, коли військові лорди облаштовували собі розкішні палаци, фусума були справжніми витворами мистецтва, ковзаючі дверці прикрашали кольоровими картинами, тонким листовим золотом.
У наш час деякі з цих шедеврів демонструються в замку Нідзьо-дзьо, буддистському храмі Нісіхонґандзі, і інших місцях в Кіото.